# 基于案例的推理
基于案例的推理（又称：基于案例推论；英语：Case-based reasoning），以过去解决的类似问题的案例来寻求解决当前新问题的推论方法，常指用“类比推理”的方法进行机器学习解决问题的过程。
应用于：失败预测、失败分析、计划等领域，也在电子商务（售后服务）、个性化服务、重设计（管道、布线设计）中使用。